# Pla d'Iguala

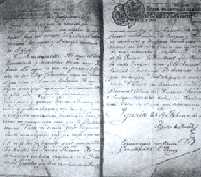
Document històric del Pla d'Iguala

El Pla d'Iguala, també conegut com el Pla de les Tres Garanties, fou un tractat de pau durant la Independència de Mèxic proclamat per Agustín de Iturbide, coronel de les forces reialistes i Vicente Guerrero, líder independentista el 24 de febrer de 1821 a la ciutat d'Iguala, de l'estat actual de Guerrero. El pla establia un fonament constitucional per a l'establiment de l'Imperi Mexicà independent. Entre les estipulacions del pla, hi havia tres "garanties" fonamentals:
- la proclamació de la independència de Mèxic,
- l'establiment del catolicisme romà com l'única religió de l'Estat, i
- la unió de tots els residents: europeus, americans i indígenes.

Segons el Pla d'Iguala, Mèxic havia de convertir-se en monarquia constitucional, segons el model de les monarquies europees d'aleshores. El Pla també atorgava a tots els habitants de Mèxic els mateixos drets a les Corts i en tots els aspectes civils. El Pla establí l'Exèrcit de les Tres Garanties per defensar els ideals del Pla i estava integrat per les forces reialistes i independentistes. El 24 d'agost de 1821, el virrei espanyol, Juan O'Donojú signà el Tractat de Córdoba ratificant el Pla d'Iguala i confirmant la independència de Mèxic.
El Pla sorgí com a reacció als moviment liberals d'Espanya, del Trienni Liberal. Després d'un pronunciament liberal a Sevilla encapçalat per Rafael de Riego, s'obligà a Ferran VII d'Espanya a signar una constitució parlamentària liberal. Els reialistes i conservadors mexicans, que s'oposaven a la independència de Mèxic, i que havien pogut dominar les forces independentistes que s'havien replegat a les muntanyes del sud del país, temien que llurs privilegis fossin afectats per les lleis liberals d'Espanya, i que l'única manera de conservar l'statu quo i contenir el republicanisme era proclamar la independència de Mèxic i constituir la nació com a monarquia parlamentària sota el mateix Ferran VII—en una espècie de Commonwealth—o algun altre príncep europeu.